# Út Sneek
Út Sneek is een groot cultureel festival in de binnenstad van de Nederlandse stad Sneek.
Tijdens het festival presenteren alle culturele gezelschappen van de stad zich aan het publiek. Aan het festival doen meer dan 1.000 deelnemers mee. Zij vertegenwoordigen professionele culturele instellingen, alsook veel amateurmusici die spelen of zingen in popbands, koren of harmonie- en fanfareorkesten.  Het festival wordt sinds 2002 georganiseerd door de Sneker horeca en middenstand in samenwerking van het Cultureel Kwartier en de scholengemeenschap Bogerman en vindt plaats op de tweede zaterdag van juni. Het Sneeker Nieuwsblad komt in de week voor het festival met een extra uitgave, die geheel is gewijd aan het festival.